# Монито (округ)
Округ Монито (англ. Moniteau County) — округ штата Миссури, США. Население округа на 2009 год составляло 15 132 человека. Административный центр округа — город Калифорния.

## История
Округ Монито основан в 1845 году.

## География
Округ занимает площадь 1080 км².

## Демография
Согласно оценке Бюро переписи населения США, в округе Монито в 2009 году проживало 15 132 человека. Плотность населения составляла 14 человек на квадратный километр.

## Смежные округа
- Бун — северо-восток
- Кол — юго-восток
- Миллер — юг
- Морган — юго-запад
- Купер — северо-запад